# Пенелопи Ен Милер
Пенелопи Андреа Милер (енгл. Penelope Andrea Miller; Лос Анђелес, 13. јануара 1964), позната као Пенелопи Ен Милер (енгл. Penelope Ann Miller), америчка је позоришна, филмска и ТВ глумица.